# Solella dels Plans
La Solella dels Plans és una solana del terme municipal de Sant Quirze Safaja, a la comarca del Moianès, que entra, en el seu extrem de llevant, en el terme municipal de Sant Martí de Centelles, de la comarca d'Osona.
És en el sector central-septentrional del terme, a llevant de la masia dels Plans, a la dreta del Rossinyol i al nord de Cabanyals. Pel seu extrem est discorre el Camí de Sant Miquel del Fai, on hi ha el Revolt de la Paella.